# Machiaveliánská inteligence

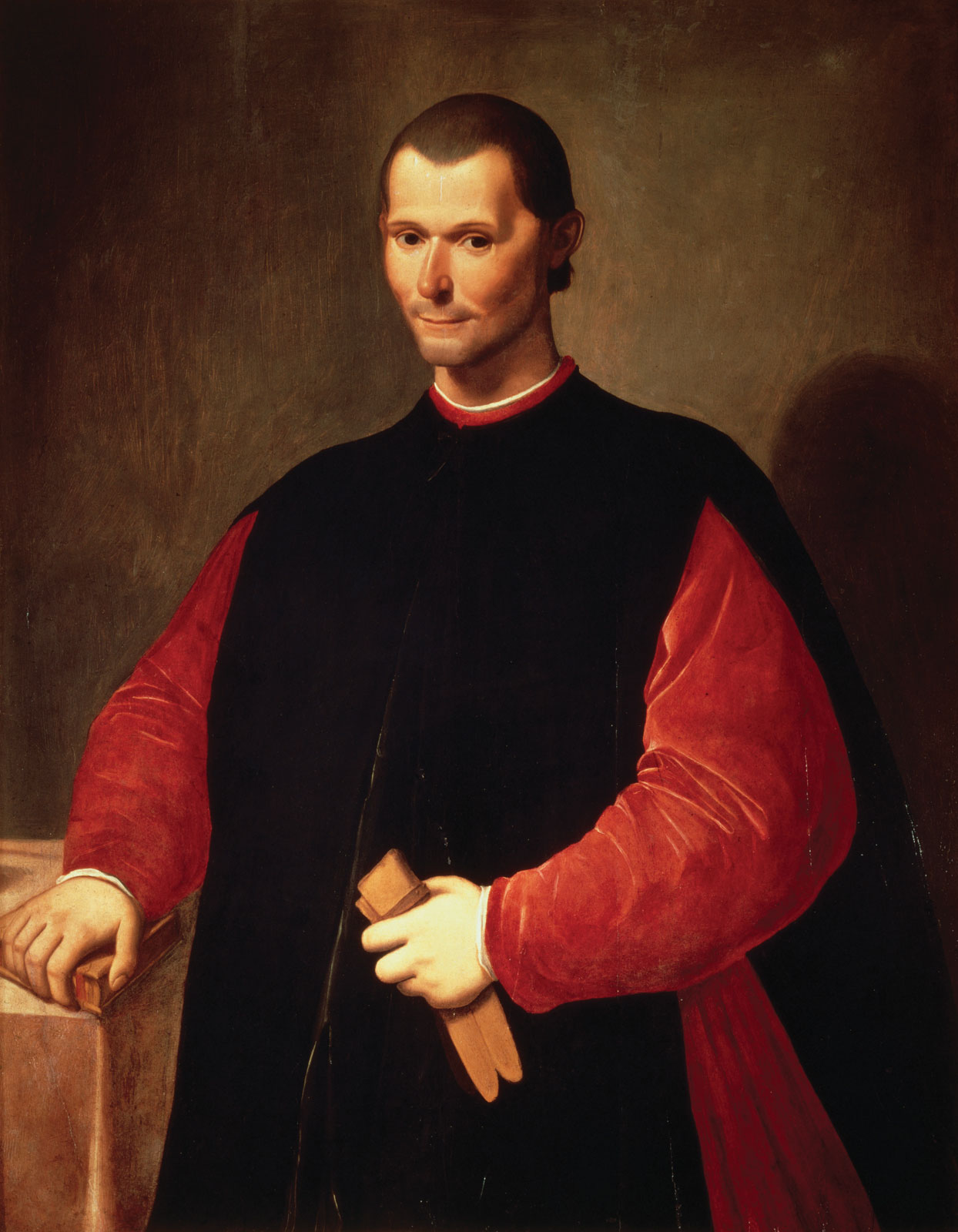
Portrét Niccola Machiavelliho od Santiho di Tita

Machiaveliánská inteligence označuje soubor hypotéz, jež jsou stále zkoumány od doby vytvoření vlastního termínu. Neurčuje jednu přesnou psychologickou vlastnost, která by se dala exaktně popsat. Spíše jde o různé projevy chování jedince ve společnosti. Jedna z teorií uvádí, že lidská inteligence vznikla jako prostředek sociální manipulace a klamu, protože člověk ke svému přežití potřeboval kromě umění adaptace na prostředí také schopnost kompetice mezi vlastním druhem.
S hypotézou machiaveliánské inteligence pracuje řada vědních disciplín: neurofyziologie, sociální antropologie, lékařství, psychologie a další. Termín se považuje za politicky nekorektní a častěji je používán výraz sociální inteligence. Občas bývá označována též jako inteligence politická. V České republice se otázkou machiaveliánské inteligence zabývá František Koukolík, jenž k této problematice vydal stejnojmennou knihu.

## Vymezení pojmu
Machiaveliánská inteligence je vědecký pojem, morálně a citově neutrální. Až její užití směřuje k dobrým nebo zlým cílům. Koukolík stručně shrnul pojem jako „inteligentní chování primátů získávajících výhody na vrub svých bližních“. Tento druh inteligence narušuje sociální normy. Je kombinací sobectví a oportunismu, chování proti morálce, snahou o dosažení osobního prospěchu.
Podle výzkumu z roku 1990, Pintová a Kanekar z University of Bombay zjistili, že ženy jsou oproti mužům více senzitivní k otázkám etiky. Tato složka je mezi jejich pohnutkami posílena, což se projeví v míře machiavellismu u jejich chování v určité situaci. Rozdíly v machiaveliánské inteligenci mezi pohlavími však nejsou nijak významné. Machiavellismus tak můžeme dát do souvislosti spíše s neetickým chováním mužů než žen. Nové americké výzkumy z roku 2008 ukazují, že existuje korelace mezi láskou k penězům a machiaveliánskou inteligencí a dále mezi touto inteligencí a neetickým jednáním (peníze → machiavellismus → neetické jednání).

## Historie
Název a původní myšlenka sahá do roku 1532, kdy italský diplomat Niccolò Machiavelli popsal podobné projevy chování ve svém díle Vladař. Odtud jsme se uvykli používat frázi „účel světí prostředky“ (Účel by však dle Machiavelliho měl být ctnostný, což se často při popisu hesla „Účel světí prostředky.“ opomíná.). Koukolík uvádí úryvek z této knihy jako úvod k vysvětlení samotného pojmu: „... A přece víme ze zkušenosti, že za našich časů dokázali velké věci vladaři, kteří nebrali mnoho ohledu na své sliby a dovedli chytře klamat lidské mozky... Nejlépe vždy dopadne ten, kdo si důkladně osvojí liščí zchytralost. Musí však umět toto umění utajit, musí se výborně vyznat v přetvářce a zastírání. Lidé jsou tak prostomyslní a tolik se pachtí za tím, co právě potřebují, že kdo chce klamat, vždycky najde někoho, kdo se oklamat dá.“ Machiavelliho učení mělo vliv na formování západní společnosti a jejího myšlení.
Nicholas Humphrey v roce 1975 zjistil, že tyto manipulativní techniky, vedoucí k dosažení politických cílů ve společnosti jsou použitelné také u malých sociálních skupin včetně rodiny. To Humprhey označil za každodenní politiku.
Americký psycholog Robert Mitchell definoval 4 úrovně podvádění v přírodě. Až poslední čtvrtá má základ ve složité psychologické činnosti. Termín machiaveliánská inteligence byl poprvé použit roku 1988 Richardem W. Byrnem a Andrewem Whitenem, kteří vycházeli z objevů Humphreyho.

## Projevy chování
Machiavellismus se v inteligenci člověka projevuje navenek verbálně i v řeči těla, nejčastěji následujícími vzorci chování:
- lhaní
- záměrné klamání, uvádění v omyl
- tvorba a rušení spojenectví podle potřeby
- skládání a rušení slibů
- porušování pravidel
- skrývání vlastního záměru
- aktivní podvádění

Toto jednání je spojeno s užitím próteovské strategie. Primáti, včetně člověka, se chovají nedeterministicky. Jejich vystupování zahrnuje prvky náhody. Próteovská strategie se používá dvěma způsoby (podstrategiemi):
- Starý věrný (Old faithful)
- Strategie vzteklého psa (Mad dog strategy)